# Neivamyrmex isodentatus
Neivamyrmex isodentatus é uma espécie de formiga do gênero Neivamyrmex.